# Nicola Griffith
Nicola Griffith (Yorkshire, Inglaterra, 30 de setembro de 1960) é uma romancista, ensaísta e professora nascida na Inglaterra com cidadania norte-americana. Griffith ganhou o Washington State Book Award, Prêmio Nebula, James Tiptree Jr. Award, World Fantasy Award e seis Lambda Literary Awards.

## Carreira
Nicola Griffith publicou seu primeiro livro Ammonite em 1993, que venceu ambos o James Tiptree, Jr. Award  e o Lambda Award, e foi listado para o Arthur C. Clarke Award, BSFA Award, e Locus Award. Seu segundo romance, Slow River (1994), venceu o Nebula de melhor romance e outro Lambda.
Junto com Stephen Pagel, Griffith editou uma série de três antologias, Bending the Landscape: Fantasy (1997), Bending the Landscape: Science Fiction (1998) e Bending the Landscape: Horror (2001).
The Blue Place (1998), Stay (2002), e Always (2007) são romance ligados pela personagem Aud Torvingen. A coleção de histórias de Griffith, With Her Body (2004), compreende três contos. Seu único livro de não-ficção, And Now We Are Going to Have a Party: Liner Notes to a Writer's Early Life (2007), venceu o Lambda Literary Award na categoria de Memorias das Mulheres/Biografia. É um livro de memórias multimídia.
O seu romance Hild foi publicado em novembro de 2013 pela Farrar, Straus and Giroux. A história ocorre na Inglaterra do século VII.
Ela venceu o Jim Duggins Outstanding Mid-Career Novelists' Prize da Lambda Literary Foundation em 2013.

## Vida pessoal
Griffith foi diagnosticada com esclerose múltipla em março de 1993. Ela vive com sua esposa, também escritora Kelley Eskridge, em Seattle.

### Ficção
- Ammonite, Del Rey, ISBN 0345452380(1992)
- Slow River, Ballantine Books, ISBN 0345395379(1995)
- So Lucky, MCD x FSG Originals, ISBN 9780374265922 (2018)
- Spear, Tordotcom, ISBN 9781250819321 (2022)

#### Série Aud Torvingen
- The Blue Place, William Morrow, ISBN 0380974460 (1998)
- Stay, Black Lizard, ISBN 140003230X(2002)
- Always, Riverhead Books, ISBN 1594489351 (2007)

#### SérieThe Hild Sequence
- Hild, Picador, ISBN 9781250056092 (2013)
- Menewood, MCD, ISBN 9780374208080 (2023)

### Antologias
- Bending the Landscape: Fantasy, Overlook Books, ISBN 1585675768 (1997, com Stephen Pagel)
- Bending the Landscape: Science Fiction, Overlook Books, ISBN 0879517328 (1998, com Stephen Pagel)
- Bending the Landscape: Horror, Overlook Books, ISBN 1585673722 (2001, com Stephen Pagel)

### Ficção curta
- An Other Winter's Tale (1987)
- Mirrors and Burnstone (1988)
- The Other (1989)
- We Have Met the Alien (1990)
- The Voyage South (1990)
- Down the Path of the Sun (1990)
- Song of Bullfrogs, Cry of Geese (1991)
- Wearing My Skin (1991)
- Touching Fire (1993)
- Yaguara (1994)
- A Troll Story (2000)
- With Her Body, Aqueduct Press (2004, uma coleção contendo Touching Fire, Songs of Bullfrogs, Cry of Geese, and Yaguara)
- It Takes Two (2009)
- Cold Wind, Tor Books, ISBN 9781466871342 (2014)[8]
- Glimmer, Dia Art Foundation, ISBN 978-0944521885 (2018)

### Estudos críticos e análises do trabalho de Griffith
- Holland, Cecelia (dezembro de 2013). «Locus Looks at Books : Divers Hands». Locus (635). 22 páginas Review of Hild.